# Schaufling
Schaufling è un comune tedesco di 1 493 abitanti, situato nel land della Baviera.